# Mariä Heimsuchung (Allitz)

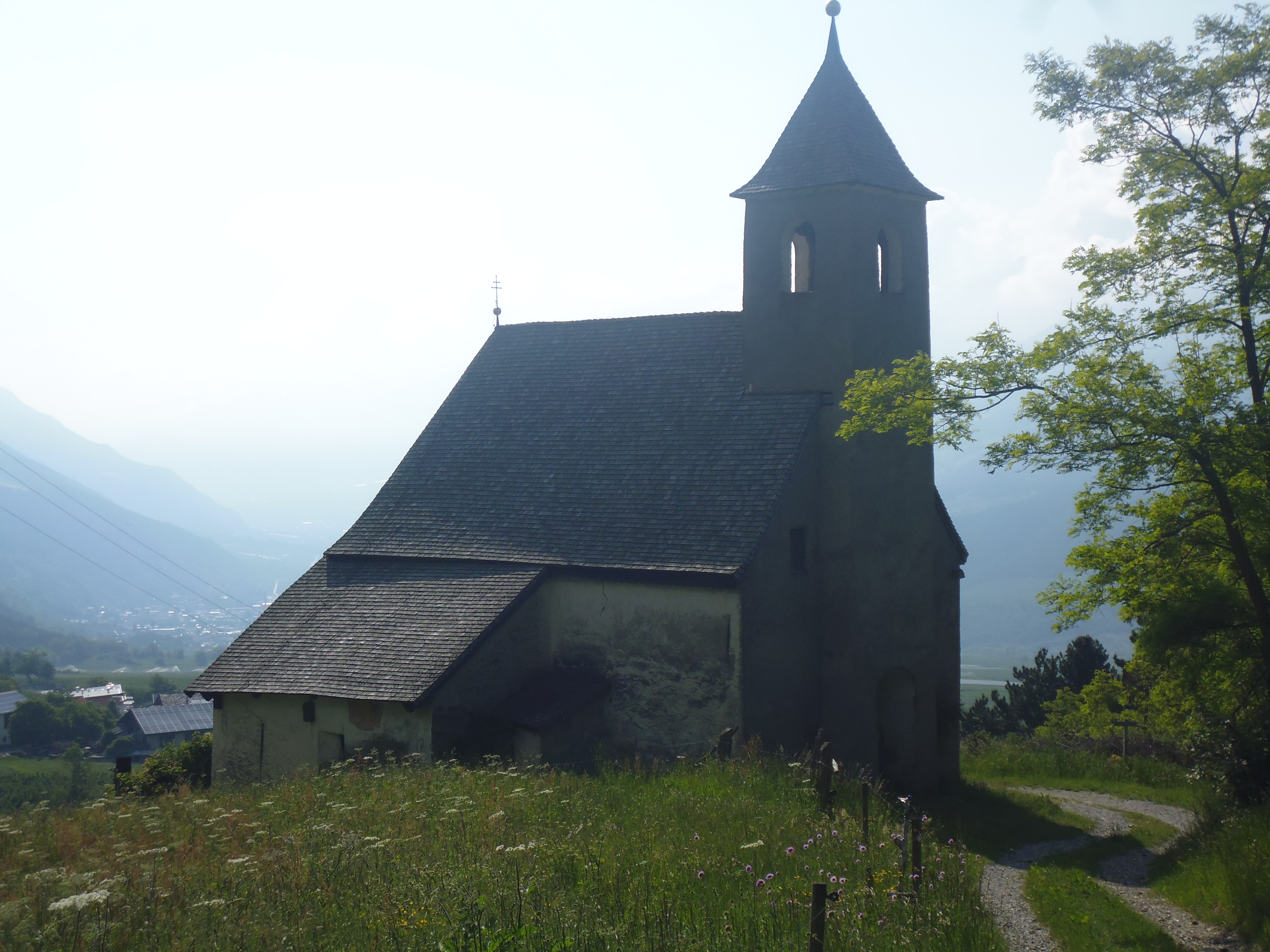
Mariä Heimsuchung in Allitz

Die kleine Kirche Mariä Heimsuchung liegt auf einer Bergrückenterrasse des rechtsseitigen Gadriahangs in der Fraktion Allitz in Laas (Südtirol).

## Geschichte
Tonscherbenfunde belegen hier bereits ein Siedlungsstätte der älteren Bronzezeit. So wie bei St. Martin auf der gegenüberliegenden Seite des Tals war auch hier eine christliche Opferstätte vorhanden. Von der romanischen Vorgängerkirche, deren runder Apsissockel noch unter dem Chor zu sehen ist, gibt es keinerlei Aufzeichnungen.
Die jetzige Kirche stammt etwa aus dem Jahre 1640. Im sogenannten Burghof-Archiv findet sich unter dem Kapitel „Kirchensachen“ eine Aufzeichnung, die besagt, dass die Kirche auch dem Wetter- und Wasserheiligen Ulrich von Augsburg geweiht war.

„1633 April 4 Laas

Bau der Kirche Unser Lieben Frauen Heimsuchung zu Elisabeth übers Gebirg und des hl Bischoffen und Beichtigers St. Ulrich ect. (dass sie für uns bitten, dass Gott der Allmächtig in Gnad und Barmherzigkeit das vor Augen stehende Unglück der schödlichen Lähn aus der Gadria gnediglichen verhieten und von uns abwenden welle.)

Der Anwalt Christian Wallnöfer, auch Christian Vellrohrer, Valtin Pelli, Peter Veilegger, Thaman Matscher, Andree Noggler, Hans Martin als gesetzte und verordnete Gwalthaber und Baumeister dingen den Maurer Hannsen Mining allhier zu Laas hausend an:
– Die Kirche mit allem Fleiß bauen
– Die Zarg herum zu mauern in der Höhe und Länge eines Fleischklafters von 6 Werkschuhen, in der Breite, im Grund von vierthalben, und dann ab dem Grund herauf dritthalben Schuh.
– Lohn von jedem Fleischklafter in der gezeigten Höhe und Breite in sein des Meisters Speis zwei Gulden und dreißig Kreuzer
– Seiner Hausfrau 4 Taler Ehrung
– Die Bereitschaft soll durch die Gwalthaber und Gemeinde herbeigeliefert werden der Meister solbst soll die großen Steine brechen, die Grundsteine legen und seine Knechte den Merterich auftragen und reichen.
– Bei Beendigung der Zarg soll gemessen und dem Klaftermaß bezahlt werden, jedoch soll der Meister die Hilfe der Baumeister und Gwalthaber annehmen.

Zeugen dieses Gedinges: Mathias Stainer der Jüngere, Dorfmeister; Uelerich Atmann, Sattler; Gaudenz Kaufmann; Hanns Nessler, Pinter.“

Um 1650 wurde aus Anlass der im Vinschgau wütenden Pest eine Seitenkapelle angebaut.
Aus den Aufzeichnungen über die verschiedenen Verpflichtungen der Geistlichen von Laas zu den religiösen Anlässen aus der Zeit um 1785 wie Kreuzgängen, Kirchweihen und den Festen geht hervor, dass am Patrozinium von Maria Heimsuchung ein vollkommener Ablass zu gewinnen war, außerdem:

„...ist ein Pfarrherr verpflichtet dorthin mit der Prozession abzugehen und alldorten ein Amt ohne Predigt, so ein Pater Capuziner haltet, cum applicatione zu zelebrieren. Dafür zahlt ein Kirchenprobst 1 fl. in Geld und das Mahl oder für denselben 45 kr. zu erlegen schuldig sein sollte.“

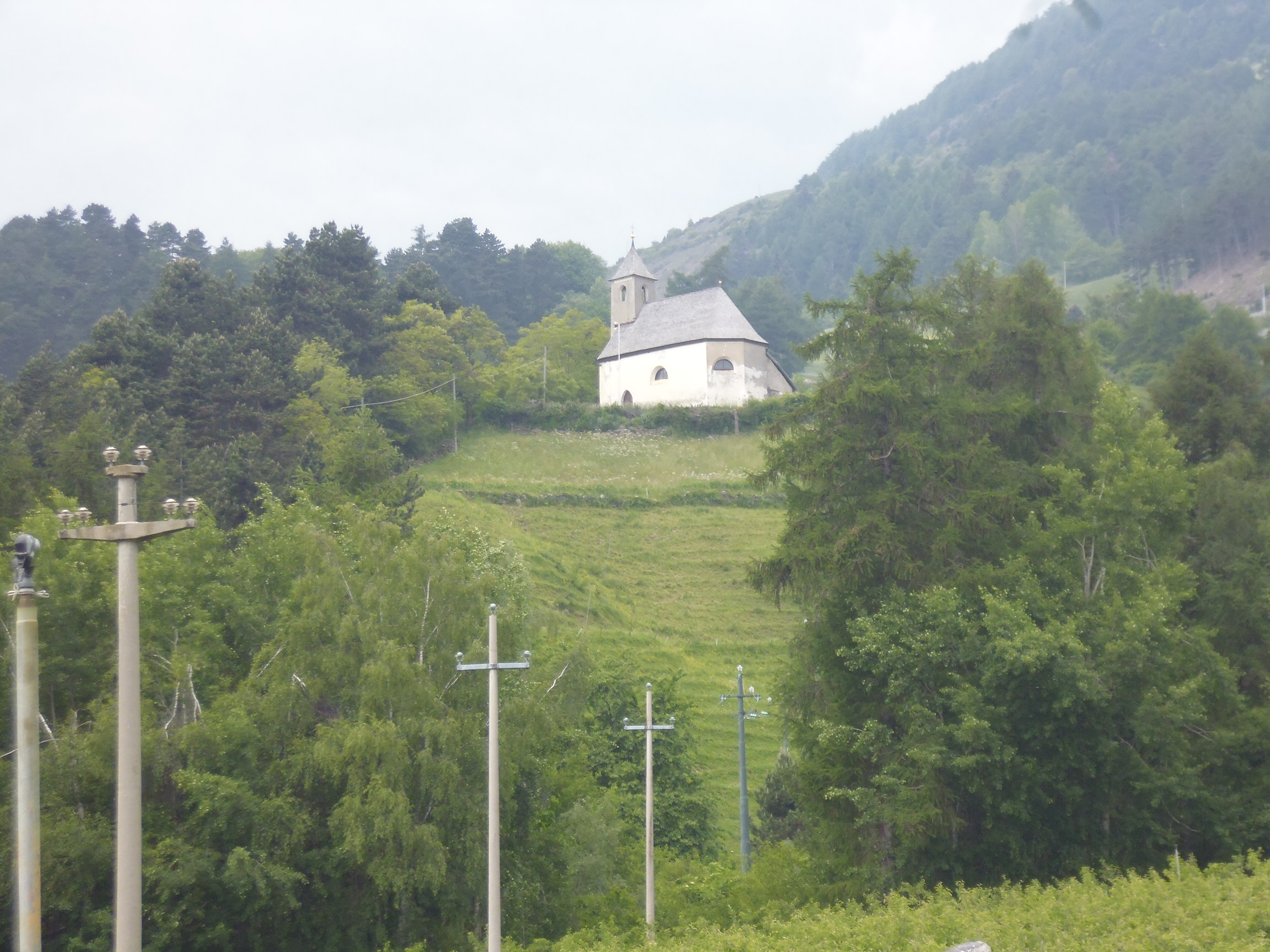
Mariä Heimsuchung von Allitz aus gesehen

In dieser Zeit wurden alljährlich zehn Heilige Messen abgehalten. Am 16. Mai, dem Fest des hl. Johannes Nepomuk, zog stets eine große Prozession von Laas herauf, einem Gelübde aus der Zeit folgend, in der das Gadriatal immer wieder von Muren heimgesucht wurde. Aus den Aufzeichnungen ist zu entnehmen:

„An S.Johan von Nepomuk Tag laßt die gemain eine Procession nach Unser lieben Frauen zu Allitz mit dem hegstn Gueth und Absingung der 4 Evangelien abhalten Dar für 1fl. 30 Kr.“

Die vielen Votivgaben und -tafeln zeugen davon, dass Maria Heimsuchung ein vielbesuchter Wallfahrtsort gewesen sein muss.
Für 1881 ist im Laaser Pfarrarchiv vermerkt, dass die Kirche in Allitz durch Kaspar Kiffl ein neues Schindeldach erhalten hat. Die Kosten dafür beliefen sich auf 300 Gulden.
Der Kirchtag ist am 2. Juli, dem Fest Mariä Heimsuchung.

## Bauwerk
Die Kirche steht in Ost-West-Richtung westlich und etwas oberhalb von Allitz. Bei den Kirchenbauten dieser Periode war es üblich, sich an die Gotik anzulehnen und man versah daher das Bauwerk mit einem achteckig schließenden Chor und in das Gewölbe eingesetzten Stuckgraten, ähnlich den alten Netzgewölben. Grund dafür mag der Preis gewesen sein, da die Stuckgratgewölbe erheblich billiger waren als die von Steinmetzen gemeißelten steinernen Rippenbögen. Zu einem unbekannten Zeitpunkt wurde ein Tonnengewölbe über Stichkappen und stuckierten Abschlussfeldern eingesetzt.

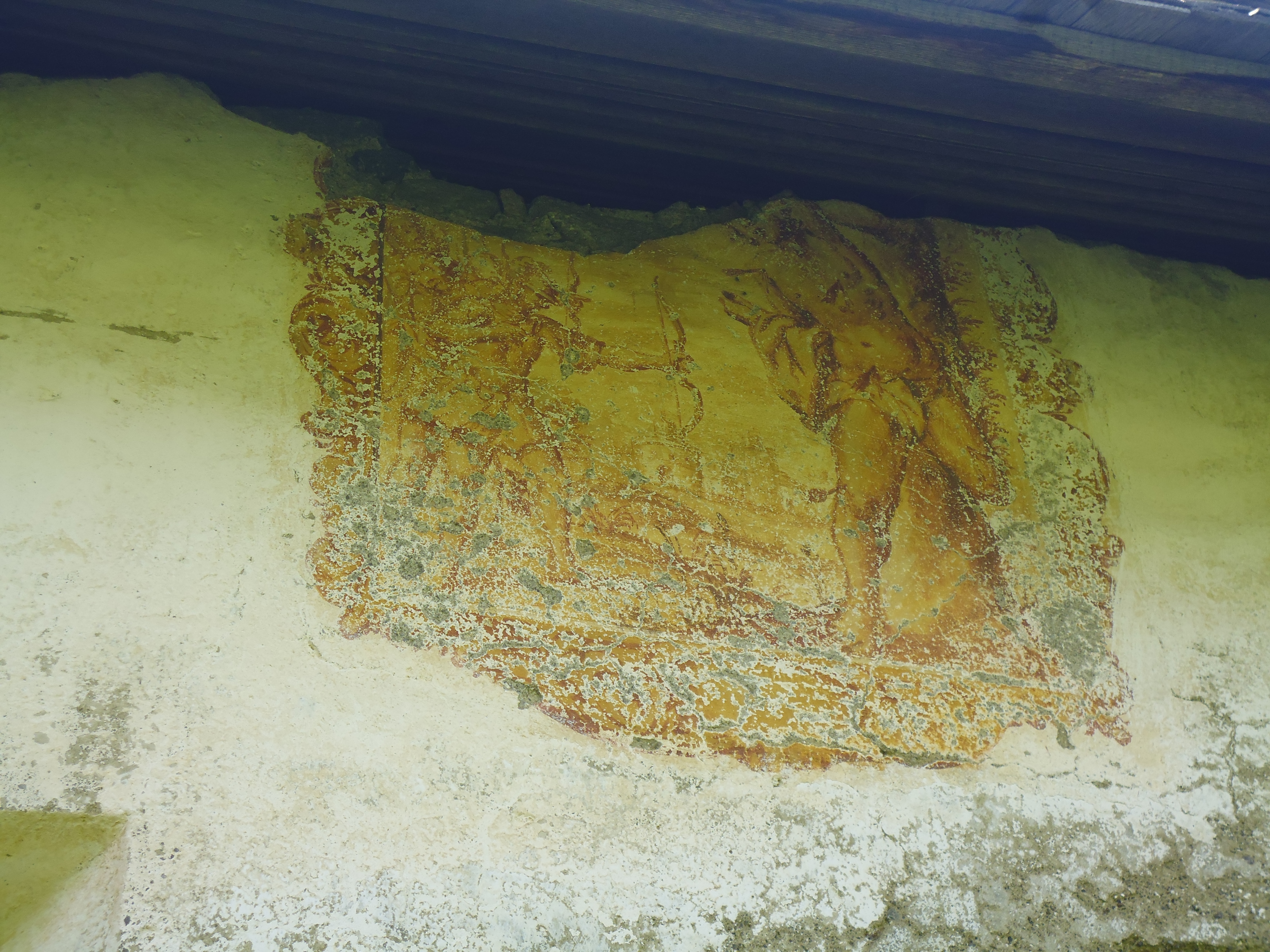
Fresken an der Nordwand

Es handelt sich um ein architektonisch nicht sehr anspruchsvolles Bauwerk mit einem Satteldach und einem kleinen Glockenturm mit Pyramidendach an der Westfassade. Die Dächer sind mit Holzschindeln gedeckt. Der Zugang erfolgt über eine Spitzbogentür mit zwei Flügeln. Es sind mehrere Fenster vorhanden, drei mit einem halbrunden Abschluss, zwei kleinere rechteckige Fenster und im Fuß des Glockenturms in einer Nische ein größeres quadratisches Fenster zum Innenraum, das mit einem Eisengitter und einem Holzladen verschlossen ist. An der nördlichen Außenwand befindet sich gleich unterhalb der Dachtraufe ein stark mitgenommenes Fresko aus der Bauzeit der Kirche, welches das Martyrium des heiligen Sebastian zeigt. Die Empore ist nur mit einer einfachen Holzbrüstung versehen und über eine Steintreppe erreichbar. Rechts vom Eingang befindet sich ein Sockel mit einem Opferstock aus Laaser Marmor, der auf 1682 datiert wird. Das vorhandene Harmonium ist restaurierungsbedürftig. Über der Sakristeitür befindet sich die Inschrift: „1666 Jar hat Mathies M[a]tseher als Paumeister und Kirchenprobst zu disen sager“.
Der Mathies Matseher hatte auch die St.-Ulrich-Statue für den Hochaltar gestiftet. Dieser stammt aus dem Jahre 1642 und wurde 1985 nach einem Brand teilweise erneuert. Das Altarblatt ist in dunklen Farben gehalten und zeigt das Motiv Maria Heimsuchung. Da an den Säulen beiderseits das Wappen der Grafen Hendl aus Goldrain zu sehen ist, kann man davon ausgehen, dass sie die Stifter waren. Das bemalte, ursprüngliche hölzerne Antependium wurde für den neuen Volksaltar verwendet und zeigt den Besuch Marias bei Elisabeth. Bei einem Einbruch in die Seitenkapelle wurden die Figuren der hl. Sebastian, Ulrich und Rochus und zwei Leuchterengel gestohlen. Zwei verbliebenen Figuren von St. Rochus und der heiligen Rosalie wurden daraufhin im Kirchenschiff aufgestellt. Die Brüstung der halbrunden Kanzel zeigt auf marmoriertem Untergrund die Porträts der Kirchenväter, ebenfalls ist eine Inschrift zu sehen, dass die Kanzel 1854 durch Franz Daniel zu (?) renoviert worden ist. Die Wände der Kirche sind mit Bildern, Gemälden und zwei Votivtafeln geschmückt. Eine Anzahl weiterer Votivtafeln sowie Votivgaben wurden entfernt und eingelagert.
Zwei Bilder im Chor stellen einmal Maria in Gemeinschaft mit St. Katharina und St. Christina dar, auf dem anderen finden sich St. Ursula, St. Barbara und St. Margareta. Beide Bilder stammen aus dem Jahre 1661 und wurden laut Inschrift:

„Andere Pölli zu Lorez und Christina Mätscherin sein Ehehausfrau allhero verehrt und aufgeopfert.“

Ein weiteres Gemälde mit Maria Heimsuchung in einer Gebirgslandschaft trägt die Inschrift: „Remigius Stulenpacher has dies platt allhero verehrt Anno 1649.“

### Seitenkapelle
In der kleinen Seitenkapelle steht ein Altar aus dem Jahre 1660 mit einem Bild des heiligen Sebastian als Beschützer der Pestkranken, unterstützt von Maria mit dem Kind. Die inzwischen in das Kirchenschiff verbrachten Figuren von St. Rochus und der hl. Rosalie standen links und rechts davon. Die Inschrift auf dem Altar weist auf den Stifter hin:

„Zu Lob und Ehrn des Heiligen Martirers Sebastian alß dessen Patron und Firbitter bei dem allerhegsten Gott in gefährlichen Best Zeiten ist diser Altar aufgesetzt worden durch Mich Karl Trappen Graffen zu Matsch und Gerichtsherrn diser Lnnde 1680“

Seitlich vom Altar stehen zwei Holzschränkchen mit Glastüren und je einer in Stoffgewänder gekleideten Marienstatue. Bei der größeren dürfte es sich um vermutlich um ein Gnadenbild und das Ziel von Wallfahrern gehandelt haben.
In diesem „Nebenkirchl“ wurden monatlich die verpflichteten Gottesdienste für die Stifter gehalten, wofür der Pfarrer für das Jahramt 1 Gulden, und für die Heilige Messe 36 Kreuzer erhielt.
Im Glockenturm hängt eine Glocke mit einem Durchmesser von 62 cm und einem Gewicht von 130 Kilogramm. Gefertigt wurde sie 1925 von der Glockengießerei Luigi Colbacchini und Söhne in Trient. Sie trägt Reliefs mit Engeln und Verzierungen und ersetzte die im Ersten Weltkrieg abgegebene Glocke. Der nach der Erkrankung des Pfarrers Malpaga eingesetzte Pfarrprovisor Emil Köger bestätigte, dass er vom 8. August 1925 von Alois Kiem, Fallrohr-Bauer in Allitz, 1960 Lire zum Anfertigen der Glocke samt Schwengel erhalten habe und dass die Glocke daher dessen Eigentum sei. Ob es jemals eine zweite Glocke gegeben hat, ist unbekannt.